# Guglielmo Longhi

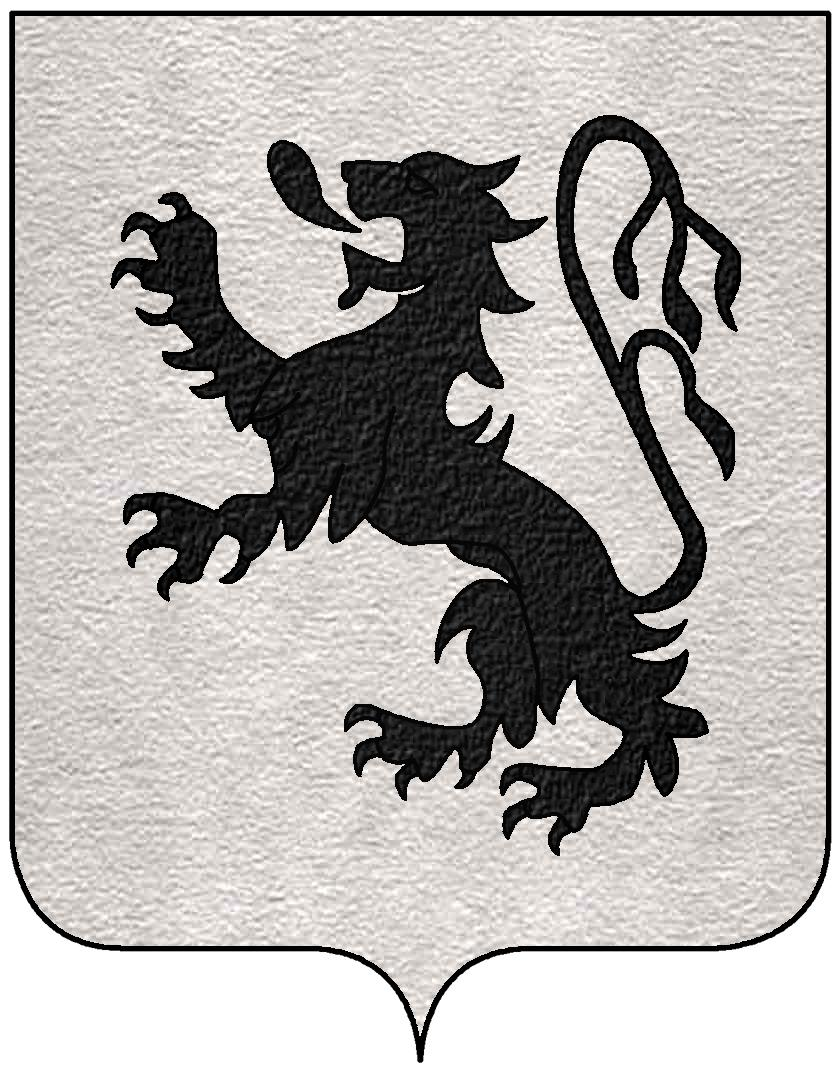
Stemma dei conti Longhi
D'argento al leone rampante di nero.

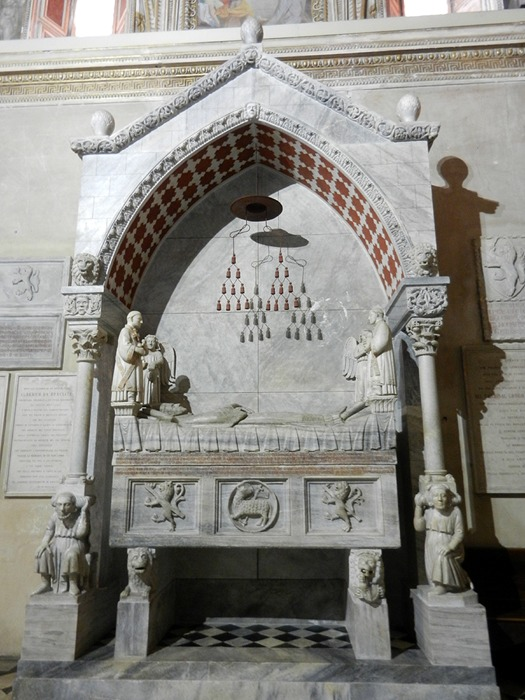
Tomba del cardinale Guglielmo Longhi
Chiesa di santa Maria Maggiore

Guglielmo Longhi, noto anche come Guglielmo Longo degli Alessandrini o Guglielmo de Longis de Adriara (Bergamo, 1240/1245 – Avignone, 9 settembre 1319), è stato un cardinale italiano.

## Biografia
Era figlio di Pietro, secondo gli studi di Giuseppe Marchetti Longhi, discendente dalla nobile famiglia Longhi, conti di Montichiari, ma in Bergamo la famiglia Longhi risulta documentata dal 1156 e non vi è cenno di collegamento con la famiglia di Montichiari, mentre la madre proveniva dalla famiglia de Canale di Caleppio, entrambe famiglie avevano un ruolo di sicuro rilievo nella comunità di Bergamo. Secondo Ronchetti lui e la sua famiglia sono di Adrara.
L'epigrafe presente sul suo monumento funebre ne permette una ricostruzione biografica.
Compì gli studi teologici presso l'Università di Padova.

Tra il 1267 e il 1273 andò a studiare a Roma con Giovanni da Scanzo, poi vescovo di Bergamo, e con Lanfranco della Torre, arcidiacono di Bergamo, e poi vicecancelliere della chiesa romana, divenendo dottore in diritto canonico e civile. Grazie alla sua abilità diplomatica e giuridica guadagnò la fiducia di Carlo d'Angiò e Giacomo d'Aragona, che scriverà di lui in una lettera: valens homo et sani consilii et magnae literaturae, et est amicus factorum non dictorum.  Entrato al servizio del cardinale Riccardo Annibaldi, fu nominato cappellano papale di Celestino V che gli concesse i canonicati e le prebende delle chiese di Chartres, Amboise e Sant'Angelo di Nocera.
Ricevuta la nomina cardinalizia da papa Celestino V il 18 settembre del 1294 (anno della sua investitura papale), come primo cardinale bergamasco, partecipò a vari conclavi tra cui quelli del dicembre 1294 che elesse papa Bonifacio VIII e del 1305 che elesse papa Clemente V, fu infatti a servizio di cinque papi. Fu nominato priore della Cappella di San Nicola da bari con il titolo di San Nicolò sl Carcere Tulliano. 
Il Longhi sostenendo l'elezione di papa Clemente V, si dichiarò filofrancese, pur mantenendo tutta la sua vita un atteggiamento adeguato e corretto. Si fece promotore e garante per la liberazione di alcuni esponenti bergamaschi nel 1313 presso l'imperatore Enrico VII.
Durante la sua vita ricevette numerosi incarichi, tra questi la nomina degli abati del monastero di San Salvatore di Leno nel 1296, di San Salvatore di Pavia nel 1299, di San Pietro di Precipiano (Tortona) nel 1299, e di San Onorato di Lerins (Grasse) nel 1309. Nonché presente al primo Giubileo del 1300. Venne nominato auditor per alcune cause di nomine degli abati di altri monasteri, e per le sue capacità fece parte dei concistori preparatori alla canonizzazione di Celestino V nel 1313.
A Pontida fede edificare una chiesa di notevole imponenza ad opera di Giovanni da Menaggio; ultimata la chiesa nel 1310 le fece dono della reliquia di un braccio di San Giacomo e a Bergamo fece fondare il monastero di San Nicolò di Plorzano, affidato ai monaci morronesi, dando contributo anche alla realizzazione della chiesa del Santo Spirito e dell'ospedale sempre affidata ai monaci celestini.
Bartolomeo de Osa, notaio e cancelliere, visse molto tempo al seguito del Longhi, sia nella sua casa di Verdello che a Parigi. La sua presenza, con la stesura di documenti, è indicata sia ad Anagni, a Perugia e ad Avignone; questo carteggio ricostruisce gli atti pubblici compiuti dal cardinale. A prova della fiducia, il Longhi lasciò al suo segretario una somma di denaro in eredità. Fu presente nel 1311 a Vienne in Francia al concilio dove si pronunciò a difesa delle infamanti accuse dei Colonna e di Filippo il Bello contro il papa Bonifacio VIII.
Morì nel 1319 ad Avignone, una volta portata la salma a Bergamo venne sepolta nella chiesa di San Francesco, nella cappella dedicata a san Nicola che aveva fatto edificare; il desiderio del Longhi era d'essere sepolto nella basilica di Pontida, cosa che non fu possibile. Quando la chiesa del monastero francescano fu demolita, la salma venne traslata nella cappella di famiglia nella basilica di Santa Maria Maggiore. Il cenotafio che era stato realizzato da Ugo da Campione su commissione di Cipriano degli Alessandri vescovo di Bergamo e nipote, è conservato sul lato destro della navata della basilica mariana.

## Conclavi
Il cardinale Guglielmo Longhi partecipò a tutti e quattro i conclavi che ebbero luogo durante il periodo del suo cardinalato:
- conclave del 1294, che elesse papa Bonifacio VIII
- conclave del 1303, che elesse papa Benedetto XI
- conclave del 1304-1305, che elesse papa Clemente V
- conclave del 1314-1316, che elesse papa Giovanni XXII